# Danny Glover
Pour les articles homonymes, voir Glover.
Danny Glover, né le 22 juillet 1946 à San Francisco, est un acteur, réalisateur, militant et producteur de cinéma américain. Il est célèbre pour ses rôles marquants dans des films emblématiques tels que la saga L'Arme fatale (1987-1998), où il incarne le détective Roger Murtaugh aux côtés de Mel Gibson, ainsi que La Couleur pourpre (1985), Predator 2 (1990) et Beloved (1998).
Il commence sa carrière sur les planches avant de se faire connaître à l'écran dans les années 1980. Sa performance dans La Couleur pourpre attire l'attention. Avec la saga L'Arme fatale, il devient une star mondiale.
Il s'implique également dans la production de films et de documentaires, notamment à travers sa société Louverture Films (en), qui se concentre sur des projets socialement engagés et des récits explorant les cultures africaines et diasporiques.
En dehors de son travail artistique, il est un militant engagé luttant pour les droits civiques, l'égalité raciale, les droits des travailleurs et les causes humanitaires à travers le monde. Ambassadeur de bonne volonté pour l'UNICEF, il est également actif dans des mouvements tels que la défense des droits des Afro-Américains, le soutien aux communautés de la diaspora africaine et le combat contre les injustices sociales.

## Biographie

### Jeunesse
Danny Glover s'intéresse au théâtre pendant ses études universitaires au San Francisco College. Après avoir fait son apprentissage au Black Actors' Workshop de l'American Conservatory Theater, il s'illustre dans de nombreux spectacles dont Macbeth, Suicide in B Flat de Sam Shepard, et dans quatre pièces du dramaturge sud-africain Athol Fugard, dont The Blood Knot et The Island.

### Carrière
En 1979, Danny Glover fait ses débuts au cinéma dans le rôle d'un déténu aux côtés de Clint Eastwood dans L'Évadé d'Alcatraz de Don Siegel.
En 1985, après quelques années consacrées au petit écran, le comédien enchaîne trois compositions brillantes sous la direction de réalisateurs de renom. On le voit dans Witness de Peter Weir, Silverado de Lawrence Kasdan et surtout La Couleur pourpre de Steven Spielberg, qui le révèle auprès du grand public.
En 1987, c'est le triomphe public avec le film d'action L'Arme fatale de Richard Donner, où il inaugure son fameux duo avec Mel Gibson. La saga, composée de quatre films, donne très vite à l'acteur un capital sympathie indéniable auprès des spectateurs. La même année, il tient également le rôle de Nelson Mandela dans le téléfilm Mandela (en) diffusé sur HBO.
Glover cherche à se démarquer de l'image de ce flic massif proche de la retraite, en jouant notamment en 1990 dans le film d'action Predator 2, suite du film Predator. L'année d'après, il apparait dans la comédie dramatique Grand Canyon.

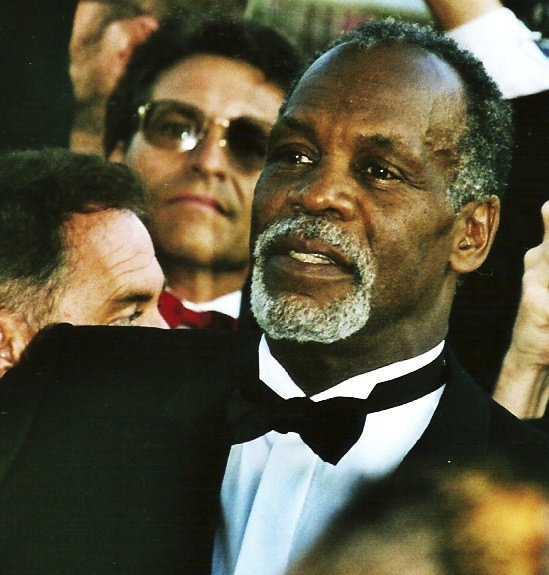
Danny Glover au Festival de Cannes 2005.

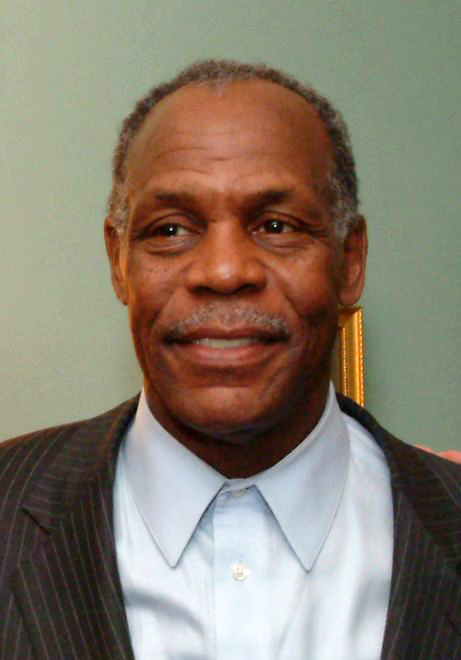
Danny Glover le 14 janvier 2008.

En 1993, Danny Glover accepte de tenir le rôle-titre d'un policier noir en pleine Apartheid dans le premier film de Morgan Freeman en qualité de réalisateur, Bopha !. En 1994, il fait un caméo dans le western Maverick porté par son coéquipier de L'Arme Fatale, Mel Gibson, Richard Donner là encore derrière la caméra.
De plus en plus rare sur grand écran, il donne la réplique à Dennis Quaid dans le thriller La Piste du tueur en 1997, avant d'enchaîner sur le tournage de Beloved de Jonathan Demme, dans lequel il partage la tête d'affiche avec la présentatrice de télévision américaine Oprah Winfrey, qu'il avait déjà côtoyée dans La Couleur pourpre.
Après un petit rôle fin 2001 dans La Famille Tenenbaum, comédie douce-amère signée Wes Anderson, l'acteur explore un tout autre registre en 2004 avec le film d'horreur Saw, qui le voit jouer le rôle de l'inspecteur David Tapp (en) dans sa traque du Tueur au Puzzle Jigsaw. Il confirme son goût de l'éclectisme en participant en 2005 au film Manderlay de Lars von Trier. En 2006, il est à l'affiche de Dreamgirls, adaptation de la comédie musicale éponyme elle-même fortement inspirée du parcours des Supremes. En 2007, il joue dans Shooter, tireur d'élite et prête sa voix au film d'animation La Ferme en folie.
En 2009, il interprète le président des États-Unis dans la superproduction 2012 de Roland Emmerich.
En 2011, il joue dans un épisode de la sixième saison de la comédie policière télévisée Psych.
En 2012, il forme un duo avec Danny Trejo dans le film Bad Ass 2, puis reprend son rôle en 2015 dans Bad Asses on the Bayou.
En 2018, il joue dans la comédie satirique Sorry to Bother You.
En 2019, il apparait dans le film Jumanji: Next Level, suite du film Jumanji : Bienvenue dans la jungle sorti en 2017, inspiré du film Jumanji de 1995. Il joue également dans The Dead Don't Die de Jim Jarmusch, une comédie horrifique sur fond de zombies qui est présentée en ouverture de la compétition officielle du Festival de Cannes 2019.

### Vie privée
Danny Glover a été marié à Asake Bomani de 1975 à 2000 avec qui il a eu une fille, Mandisa Glover. Il est marié depuis 2009 à Eliane Cavalleiro.

### Engagements
Danny Glover est connu pour sa lutte contre le racisme et la peine de mort. Il est nommé ambassadeur de bonne volonté de l'UNICEF en 2004. Lors des primaires démocrates pour la présidentielle américaine de 2016, il soutient publiquement Bernie Sanders. Il soutient la candidature de Jean-Luc Mélenchon à l'élection présidentielle française de 2017.

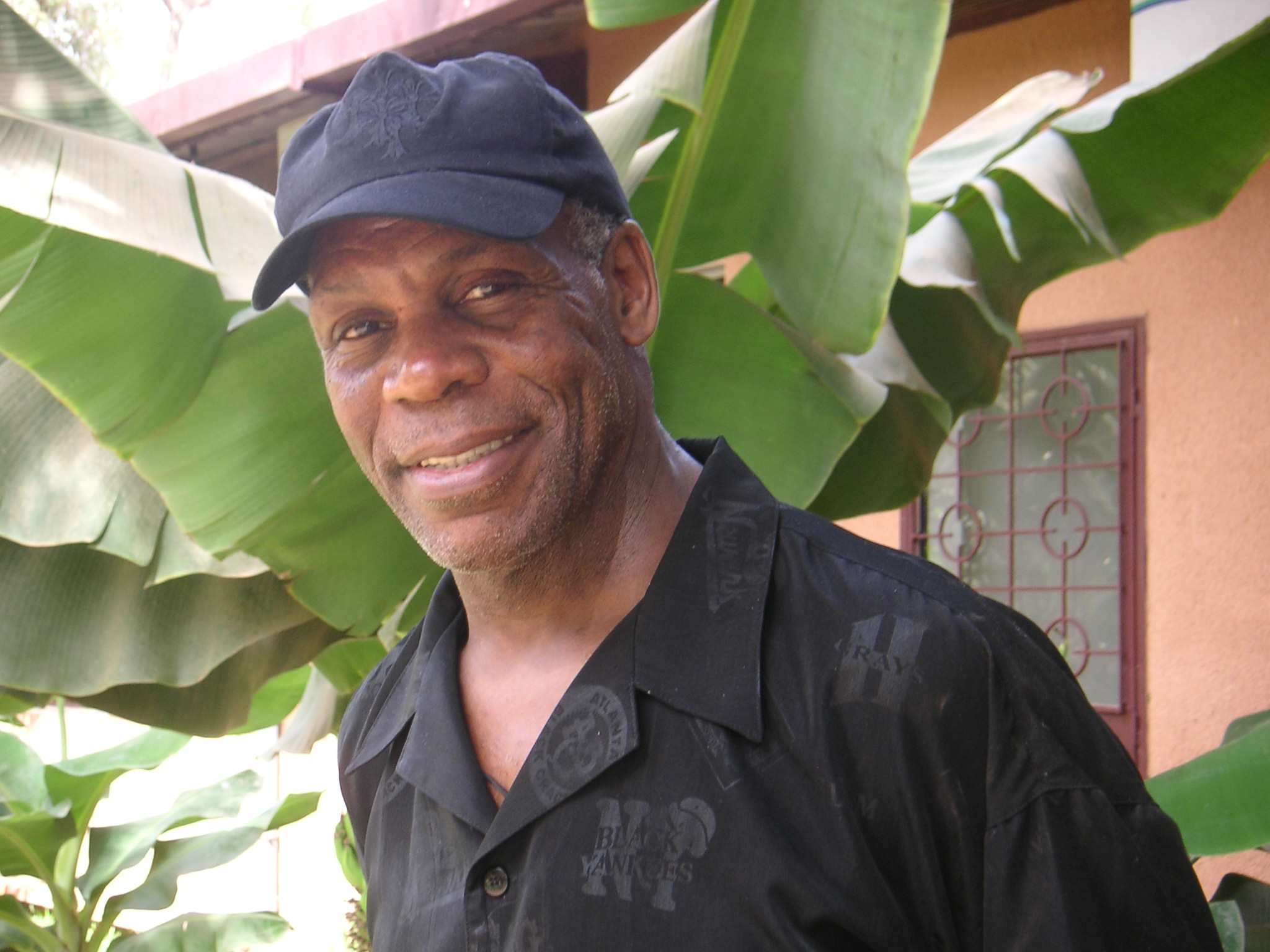
Danny Glover en 2005

## Filmographie

### Cinéma

#### Années 1970
- 1979 : L'Évadé d'Alcatraz (Escape from Alcatraz) de Don Siegel : un compagnon de cellule

#### Années 1980
- 1981 : Chu Chu and the Philly Flash de David Lowell Rich: Morgan
- 1982 : Out (en) d'Eli Hollander : Jojo / Roland
- 1984 : Iceman de Fred Schepisi : Loomis
- 1984 : Les Saisons du cœur (Places in the Heart) de Robert Benton : Moze
- 1985 : Witness de Peter Weir : le lieutenant James McFee
- 1985 : Silverado de Lawrence Kasdan : Malachi « Mal » Johnson
- 1985 : La Couleur pourpre (The Color Purple) de Steven Spielberg : Albert
- 1987 : L'Arme fatale (Lethal Weapon) de Richard Donner : le sergent Roger Murtaugh
- 1988 : Air Force Bat 21 (Bat*21) de Peter Markle : le capitaine Bartholomew Clark
- 1989 : L'Arme fatale 2 (Lethal Weapon 2) de Richard Donner : le sergent Roger Murtaugh
- 1989 : Rabbit Ears: How the Leopard Got His Spots (court-métrage) de Tim Raglin : le narrateur (voix)

#### Années 1990
- 1990 : La Rage au cœur de Charles Burnett : Harry
- 1990 : Predator 2 de Stephen Hopkins : le lieutenant Mike Harrigan
- 1991 : Le Vol de l'Intruder (Flight of the Intruder) de John Milius : le commandant Frank « Dooke » Camparelli
- 1991 : A Rage in Harlem (A Rage in Harlem) de Bill Duke : Easy Money
- 1991 : Danger public (Pure Luck) de Nadia Tass : Raymond Campanella
- 1991 : Grand Canyon de Lawrence Kasdan : Simon
- 1992 : L'Arme fatale 3 (Lethal Weapon 3) de Richard Donner : le sergent Roger Murtaugh
- 1993 : Le Saint de Manhattan (The Saint of Fort Washington) de Tim Hunter : Jerry / le narrateur
- 1993 : Bopha ! (Bopha!) de Morgan Freeman : Micah Mangena
- 1994 : Maverick de Richard Donner : un pilleur de banque
- 1994 : Une équipe aux anges (Angels in the Outfield) de William Dear : George Knox
- 1995 : Opération Dumbo Drop (Operation Dumbo Drop) de Simon Wincer : le capitaine Sam Cahill
- 1997 : Pêche Party (Gone Fishin') de Christopher Cain : Gus Green
- 1997 : Wild America (Wild America) de William Dear : Bigfoot, un trappeur
- 1997 : La Piste du tueur (Switchback) de Jeb Stuart : Bob Goodall
- 1997 : L'Idéaliste (The Rainmaker) de Francis Ford Coppola : le juge Tyrone Kipler
- 1998 : L'Arme fatale 4 (Lethal Weapon 4) de Richard Donner : le sergent Roger Murtaugh
- 1998 : Fourmiz (Antz) de Eric Darnell et Tim Johnson : Barbatus (voix)
- 1998 : Beloved de Jonathan Demme : Paul D. Garner
- 1998 : Le Prince d'Égypte (The Prince of Egypt) de Brenda Chapman, Steve Hickner et Simon Wells : Jethro (voix)
- 1999 : Our Friend, Martin (en) de Robert Brousseau et Vincenzo Trippetti : le conducteur de train (voix)

#### Années 2000
- 2000 : Bàttu de Cheick Oumar Sissoko
- 2000 : Boesman et Lena (Boesman & Lena) de John Berry : Boesman
- 2001 : Taxis pour cible (3 A.M.) de Lee Davis : Hershey
- 2001 : La Famille Tenenbaum (The Royal Tenenbaums) de Wes Anderson : Henry Sherman
- 2004 : Saw de James Wan : David Tapp
- 2004 : The Cookout (en) de Lance Rivera : le juge Crowley
- 2005 : P.N.O.K. (court-métrage) de Carolyn McDonald : le colonel Weldon
- 2005 : Manderlay de Lars von Trier : Wilhelm
- 2005 : Missing in America de Gabrielle Savage Dockterman : Jake
- 2006 : Bamako de Abderrahmane Sissako : un cow-boy
- 2006 : La Ferme en folie (Barnyard) de Steve Oedekerk : Miles la mule (voix)
- 2006 : The Adventures of Brer Rabbit de Byron Vaughns : Brer Turtle (voix)
- 2006 : Raymond (The Shaggy Dog) de Brian Robbins : Ken Hollister
- 2007 : Shooter, tireur d'élite (Shooter) d'Antoine Fuqua : le colonel Isaac Johnson
- 2007 : Dreamgirls de Bill Condon : Marty Madison
- 2007 : Namibia (Namibia: The Struggle for Liberation) de Charles Burnett : le père Elias
- 2007 : Poor Boy's Game de Clement Virgo (en) : George
- 2008 : Soyez sympas, rembobinez (Be Kind Rewind) de Michel Gondry : M. Fletcher
- 2008 : Gospel Hill (en) de Giancarlo Esposito : John Malcolm
- 2008 : The Garden (documentaire) de Scott Hamilton Kennedy (en) : lui-même
- 2008 : This Life de Sarah Spillane : Bill
- 2008 : Blindness de Fernando Meirelles : le vieil homme borgne
- 2008 : Unstable Fables: Tortoise vs. Hare (en) de Howard E. Baker et Arish Fyzee : Walter la tortue (voix)
- 2009 : Down for Life (en) d'Alan Jacobs (en) : M. Shannon
- 2009 : The Harimaya Bridge (en) d'Aaron Woolfolk (en) : Joseph Holder
- 2009 : 2012 de Roland Emmerich : le président Thomas Wilson
- 2009 : Night Train de Brian King (en) : Miles
- 2009 : Battle for Terra d'Aristomenis Tsirbas : le président Chen (voix)

#### Années 2010
- 2010 : Mooz-lum (en) de Qasim Basir (en) : Dean Francis
- 2010 : Panique aux funérailles (Death at a Funeral) de Neil LaBute : l'oncle Russell
- 2010 : För kärleken (en) d'Othman Karim (en) : Franzis Namazi
- 2010 : Legendary de Mel Damski : Harry « Red » Newman
- 2010 : Alpha et Oméga (Alpha and Omega) d'Anthony Bell et Ben Gluck : Winston (voix)
- 2010 : I Want to Be a Soldier de Christian Molina (en) : le chef d'établissement
- 2010 : Cinq Minarets à New York (New York Battleground) de Mahsun Kırmızıgül : Marcus
- 2010 : La République des enfants (The Children's Republic) de Flora Gomes : Dubem
- 2011 : Age of the Dragons de Ryan Little : Ahab
- 2011 : Donovan's Echo (en) de Jim Cliffe (en) : Donovan Matheson
- 2011 : The Last Days (Son of Morning) de Yaniv Raz : Gabriel Peters
- 2011 : Mysteria de Lucius C. Kuert : l'inspecteur de police
- 2011 : Heart of Blackness d'Isabelle Boni-Claverie : Vaudreuil
- 2012 : Luv de Sheldon Candis : Arthur
- 2012 : Chasing Shakespeare (en) de Norry Niven : William Ward
- 2013 : Tula: The Revolt (en) de Jeroen Leinders : Shinishi
- 2013 : Extraction de Tony Giglio : Harding
- 2014 : Tokarev (Rage) de Paco Cabezas (en) : l'inspecteur Peter St. John
- 2014 : Bad Ass 2 de Craig Moss (en) : Bernie Pope
- 2014 : Ninja Immovable Heart de Rob Baard et John Balazs : l'ancien directeur Matthew Reynolds
- 2014 : Supremacy (en) de Deon Taylor (en) : Sonny Walker
- 2014 : 2047: The Final War d'Alessandro Capone : Sponge
- 2014 : Beyond the Lights de Gina Prince-Bythewood : le capitaine David Nicol
- 2014 : Gus de Christian De Vita : Darius (version anglaise[16])
- 2014 : Le Jour de la momie (Day of the Mummy) de Johnny Tabor : Carl
- 2015 : Bad Asses on the Bayou de Craig Moss (en) : Bernie Pope
- 2015 : Checkmate de Timothy Woodward Jr. (en) : Elohim
- 2015 : Diablo (en) de Lawrence Roeck (en) : Benjamin Carver
- 2015 : Gridlocked ou Issue de secours d'Allan Ungar (en) : Sully
- 2015 : Nouveau job pour une nouvelle vie (Waffle Street) de Eshom Nelms et Ian Nelms : Edward Collins
- 2016 : Dirty Papy (Dirty Grandpa) de Dan Mazer : Stinky
- 2016 : Le Combat final (Back in the Day) de Paul Borghese : Eddie 'Rocks' Travor
- 2016 : 93 jours : docteur Benjamin Ohiaeri
- 2016 : Identities (Complete Unknown) de Joshua Marston : Roger
- 2016 : Almost Christmas de David E. Talbert (en) : Walter Meyers
- 2016 : Dark Web de Bruno Vaussenat : The Boss
- 2016 : Mr. Pig (en) de Diego Luna : Ambrose
- 2017 : Monster Cars (Monster Trucks) de Chris Wedge : M. Weathers
- 2017 : The Good Catholic (en) de Paul Shoulberg : le père Victor
- 2017 : Extortion de Phil Volken : l'inspecteur principal Haagen
- 2017 : The Curse of Buckout Road de Matthew Currie Holmes : Dr. Lawrence Powell
- 2018 : Sorry to Bother You de Boots Riley : Langston
- 2018 : Proud Mary de Babak Najafi : Benny
- 2018 : Come Sunday de Joshua Marston : Quincy
- 2018 : Death Race: Anarchy (Death Race: Beyond Anarchy) de Don Michael Paul : Baltimore Bob
- 2018 : The Old Man and the Gun (The Old Man & the Gun) de David Lowery : Teddy Green
- 2019 : Killing Winston Jones de Joel David Moore : Washington Carver
- 2019 : The Dead Don't Die de Jim Jarmusch : Hank Thompson
- 2019 : The Last Black Man in San Francisco de Joe Talbot : Grandpa Allen
- 2019 : Jumanji: Next Level de Jake Kasdan : Milo Walker

#### Années 2020
- 2020 : The Drummer d'Eric Werthman : Mark Walker
- 2022 : American Dreamer de Paul Dektor : Le privé
- 2023 : Mission : cadeaux (The Naughty Nine) d'Alberto Belli : Le Père Noël
- prochainement : L'Arme fatale 5 (Lethal Weapon 5 : Lethal Finale) de Mel Gibson : Roger Murtaugh

### Télévision

#### Téléfilms
- 1983 : The Face of Rage de Donald Wrye (en) : Gary
- 1983 : Memorial Day (en) de Joseph Sargent : Willie Monroe
- 1985 : And the Children Shall Lead de Michael Pressman : William
- 1987 : Mandela (en) de Philip Saville : Nelson Mandela
- 1988 : A Place at the Table d'Arthur Allan Seidelman : M. Scott
- 1989 : Dead Man Out (en) de Richard Pearce : le Dr Alex Marsh
- 1993 : The Talking Eggs de Michael Sporn : le narrateur (voix)
- 1996 : America's Dream de Paris Barclay, Bill Duke et Kevin Rodney Sullivan : Silas
- 1997 : Buffalo Soldiers (en) de Charles Haid : le sergent Washington Wyatt
- 2000 : Freedom Song (en) de Phil Alden Robinson : Will Walker
- 2003 : Au-delà des barrières (en) (Good Fences) d'Ernest R. Dickerson : Tom Spader
- 2003 : The Law and Mr. Lee (en) de Kevin Rodney Sullivan : Henry Lee
- 2005 : The Exonerated (en) de Bob Balaban : David
- 2012 : Hannah's Law (en) de Rachel Talalay : Isom Dart
- 2013 : Les Sauveurs de l'espace (Space Warriors) de Sean McNamara : le commandant Philips
- 2013 : Muhammad Ali's Greatest Fight de Stephen Frears : Thurgood Marshall
- 2017 : Le Train de Noël (en) (The Christmas Train) de Ron Oliver : Max Powers
- 2017 : Pharmacy Road de Jake Szymanski : Slim Robinson
- 2018 : Un Noël rock'n'roll (Christmas Break-In) de Michael Kampa : Ray

#### Séries
- 1979 : B.J. and the Bear : le reporter de télévision Mac Thomas (saison 1, épisode 3)
- 1979 : Lou Grant : Leroy (saison 3, épisode 3)
- 1979 : Paris (en) (saison 1, épisode 2)
- 1981 : Palmerstown, U.S.A. (en) : Harley (saison 2, épisode 6)
- 1981 : Ralph Super-héros (The Greatest American Hero) : l'inspecteur de la brigade des mœurs (saison 1, épisode 8)
- 1981 : Capitaine Furillo (Hill Street Blues) : Jesse John Hudson (saison 2, épisodes 1 à 4)
- 1981 : Allô Nelly bobo (Gimme a Break!) : Bill (saison 1, épisode 6)
- 1983 : Chroniques policières (en) (Chiefs) de Jerry London: Marshall Peters (épisode 2 de la mini-série)
- 1983 : American Playhouse (en) : Lester (saison 2, épisode 4)
- 1986 : Tall Tales and Legends (en) : John Henry (saison 1, épisode 7)
- 1989 : Lonesome Dove de Simon Wincer : Joshua Deets (épisodes 1 à 4 de la mini-série)
- 1989 : American Playhouse (en) : Walter Lee Younger (saison 8, épisode 1)
- 1989 : Saturday Night Live : le sergent Roger Murtaugh (saison 14, épisode 16)
- 1991 : Capitaine Planète (Captain Planet and the Planeteers) : le professeur Apollo (voix) (saison 2, épisode 7)
- 1993 : Alex Haley's Queen (en) de John Erman : Alec Haley (épisodes 1 à 3 de la mini-série)
- 1995 : Fallen Angels : Philip Marlowe (saison 2, épisode 9)
- 1995 : Et ils eurent beaucoup d'enfants : le roi (voix) (saison 1, épisode 6)
- 2004 : La Prophétie du sorcier (Earthsea) de Robert Lieberman : Ogion (épisodes 1 et 2 de la mini-série)
- 2005 : Urgences (ER) : Charlie Pratt Sr (saison 11, épisode 22 ; saison 12, épisodes 2, 5 et 6)
- 2007-2008 : Brothers & Sisters : Isaac Marshall (saison 2, épisode 6 et épisodes 9 à 13)
- 2008 : La Ferme en folie (Back at the Barnyard) : Miles la mule (voix) (saison 1, épisode 15)
- 2009 : Earl (My Name Is Earl) : Thomas (saison 4, épisode 19)
- 2010 : Human Target : La Cible (Human Target) : un client (saison 1, épisode 1)
- 2011 : Leverage : Charlie Lawson (saison 4, épisode 4)
- 2011 : Psych : Enquêteur malgré lui (Psych) : Mel Hornsby (saison 6, épisode 5)
- 2011 : Touch : Arthur Teller (saison 1, épisodes 1 à 6 et épisode 11)
- 2013 : American Dad! : Krampus (voix) (saison 9, épisode 8)
- 2013 : Ironside : Frank Ironside (saison 1, épisode 7)
- 2016 : Esprits criminels (Criminal Minds) : Hank Morgan (saison 11, épisode 16)
- 2016 : Mozart in the Jungle : le maire (saison 3, épisode 3)
- 2020: Locke and Key : Joe

### Fiction audio
- 2021 : Marvel's Wastelanders - Old Man Star-Lord : Red[17]

### Producteur
- 1990 : La Rage au cœur (To Sleep with Anger) de Charles Burnett (film)
- 1996 : America's Dream de Paris Barclay, Bill Duke et Kevin Rodney Sullivan (téléfilm)
- 1996 : Voyage vers l'enfer (Deadly Voyage) de John Mackenzie (téléfilm)
- 1997 : Buffalo Soldiers (en) de Charles Haid (téléfilm)
- 2000 : Freedom Song (en) de Phil Alden Robinson (téléfilm)
- 2001 : Taxis pour cible (3 A.M.) de Lee Davis (film)
- 2003 : Au-delà des barrières (en) (Good Fences) d'Ernest R. Dickerson (téléfilm)
- 2003 : The Law and Mr. Lee (en) de Kevin Rodney Sullivan (téléfilm)
- 2006 : Bamako de Abderrahmane Sissako (film)
- 2008 : Trouble the Water de Tia Lessin (en) et Carl Deal (en) (documentaire)
- 2008 : Africa Unite: A Celebration of Bob Marley's 60th Birthday de Stéphanie Black (documentaire)
- 2008 : Le Sel de la mer (Milh hadha al-bahr) d'Annemarie Jacir (film)
- 2009 : Le Temps qu'il reste (The Time That Remains) d'Elia Suleiman (film)
- 2009 : Soundtrack for a Revolution (en) de Bill Guttentag et Dan Sturman (documentaire)
- 2009 : The Harimaya Bridge (en) d'Aaron Woolfolk (en) (film)
- 2010 : Oncle Boonmee, celui qui se souvient de ses vies antérieures (Lung Boonmee raluek chat) d'Apichatpong Weerasethakul (film)
- 2010 : The Disappearance of McKinley Nolan (en) de Henry Corra (en) (documentaire)
- 2011 : The Black Power Mixtape 1967–1975 (en) de Göran Olsson (documentaire)
- 2011 : Dum Maro Dum de Rohan Sippy (film)
- 2012 : Les États-Unis et la drogue - Une guerre sans fin (The House I Live In) d'Eugene Jarecki (documentaire)
- 2012 : Highway (en) de Deepak Rauniyar (en) (film)
- 2012 : Quand je t'ai vu (Lamma shoftak) d'Annemarie Jacir (film)
- 2012 : Shenandoah de David Turnley (documentaire)
- 2014 : Concerning Violence (en) (Om våld) de Göran Olsson (documentaire)
- 2015 : Bad Asses on the Bayou de Craig Moss (en) (film)
- 2015 : Cemetery of Splendour (Rak ti Khon Kaen) d'Apichatpong Weerasethakul (film)
- 2015 : Tout peut changer (This Changes Everything) d'Avi Lewis (en) (documentaire)
- 2016 : Shadow World de Johan Grimonprez (documentaire)
- 2016 : White Sun (en) (Seto Surya) de Deepak Rauniyar (en) (film)
- 2017 : Strong Island de Yance Ford (documentaire)
- 2017 : Zama de Lucrecia Martel (film)
- 2018 : Hale County, jour après jour (Hale County This Morning, This Evening) de RaMell Ross (documentaire)
- 2018 : Angels Are Made of Light (en) de James Longley (en) (documentaire)
- 2018 : Capharnaüm de Nadine Labaki (film)
- 2018 : Aquarela de Viktor Kossakovski (documentaire)
- 2021 : Memoria de Apichatpong Weerasethakul (film)

### Réalisateur
- 1994 : Override (en) (court-métrage)
- 2002 : Just a Dream
- 2010 : Second Line (court-métrage)
- 2020 : Toussaint

## Distinctions

### Décorations
- Chevalier de l'ordre des Arts et des Lettres (2011)[18].

### Récompenses
- CableACE Awards 1989 : Meilleur acteur dans un téléfilm ou une mini-série pour Mandela
- Image Awards 1989 : Meilleur acteur dans un film d'action pour L'Arme fatale
- Image Awards 1990 : Meilleur acteur dans une série dramatique pour Mandela
- MTV Movie Awards 1993 : Meilleur duo à l'écran pour L'Arme fatale 3, partagé avec Mel Gibson
- Women in Film Crystal Awards 1994 : Prix pour l'humanitaire
- Image Awards 1995 : Meilleur acteur dans un téléfilm où une mini-série pour Queen
- CableACE Awards 1996 :
  - Meilleur producteur exécutif d'une série dramatique pour America's Dream partagé avec Carolyn McDonald, David Knoller, Ron Stacker Thompson et Ashley Tyler pour l'épisode Long Black Song
  - Meilleur acteur dans une série dramatique pour America's Dream
- Image Awards 1997 : Meilleur producteur exécutif d'un téléfilm ou une mini-série pour America's Dream, partagé avec Carolyn McDonald et David Knoller
- Image Awards 1999 : Meilleur acteur pour Beloved
- Image Awards 2001 : Meilleur acteur dans un second rôle dans un téléfilm où une mini-série pour Freedom Song (en)
- Jamerican International Film Festival 2002 : prix pour l'ensemble de sa carrière
- Image Awards 2003 : Chairman's Award
- 2003 : Festival panafricain du film de Los Angeles : Prix pour l'ensemble de sa carrière.
- Daytime Emmy Awards 2003 : Meilleur réalisateur d'une série dramatique pour Just a Dream
- BET Awards 2004 : Prix de l'humanitaire
- Dubai International Film Festival 2004 : Prix pour l'ensemble de sa carrière
- Monaco International Film Festival 2005 : Meilleur acteur pour Missing in America
- Festival international du film de Karlovy Vary 2008 : Prix du président du jury
- Genie Awards 2008 : Meilleur acteur dans un second rôle pour Poor Boy's Game
- Oscars 2022 : Prix humanitaire Jean-Hersholt

### Nominations
- Primetime Emmy Awards 1988 : Meilleur acteur dans une mini-série pour Mandela
- Primetime Emmy Awards 1989 : Meilleur second rôle masculin dans une mini-série pour Lonesome Dove
- New York Film Critics Circle Awards 1990 : Meilleur acteur pour To Sleep with Anger
- National Society of Film Critics Awards 1991 : Meilleur acteur lors pour To Sleep with Anger
- San Francisco International Film Festival 1993 : Piper-Heidsieck Award
- CableACE Awards 1996 :
  - Meilleur producteur exécutif d'une série dramatique pour America's Dream partagé avec Carolyn McDonald, David Knoller, Ron Stacker Thompson et Ashley Tyler pour l'épisode The Reunion
  - Meilleur producteur exécutif d'une série dramatique pour America's Dream partagé avec Carolyn McDonald, David Knoller, Ron Stacker Thompson et Ashley Tyler pour l'épisode The Boy Who Painted Christ Black
- Image Awards 1996 : Meilleur acteur dans une série dramatique destinée aux jeunes pour Happily Ever After: Fairy Tales for Every Child pour l'épisode The Frog Prince
- Primetime Emmy Awards 1996 : Meilleur acteur invité dans une série dramatique pour Fallen Angels pour les épisodes Red Wind et Phillip Marlowe
- Image Awards 1998 :
  - Meilleur acteur dans un second rôle dans un téléfilm où une mini-série pour Buffalo Soldiers (en)
  - Meilleur acteur dans un second rôle pour L'Idéaliste
- Acapulco Black Film Festival 1999 : Meilleur acteur dans un film dramatique pour Beloved
- Blockbuster Entertainment Awards 1999 : Meilleur duo dans un film d'action ou d'aventure pour L'Arme fatale 4, partagé avec Mel Gibson
- MTV Movie Awards 1999 : Meilleur duo à l'écran pour L'Arme fatale 4, partagé avec Mel Gibson
- Primetime Emmy Awards 2000 : Meilleur second rôle masculin dans une série dramatique pour Freedom Song (en)
- Screen Actors Guild Awards 2001 : Meilleur acteur dans une mini-série ou un téléfilm pour Freedom Song
- Black Reel Awards 2002 : Meilleur acteur pour Taxis pour cible
- Phoenix Film Critics Society Awards 2002 : Meilleure distribution partagé avec Gene Hackman, Anjelica Huston, Bill Murray, Gwyneth Paltrow, Ben Stiller, Luke Wilson et Owen Wilson
- Black Reel Awards 2004 :
  - Meilleure série télévisée pour Au-delà des barrières (Good Fences) partagé avec Whoopi Goldberg
  - Meilleur acteur de série télévisée pour Au-delà des barrières (Good Fences)
- Image Awards 2004 : Meilleur acteur dans un second rôle dans un téléfilm où une mini-série pour Au-delà des barrières (Good Fences)
- Image Awards 2007 : Meilleur acteur dans un second rôle pour Dreamgirls
- Screen Actors Guild Awards 2007 : Meilleure distribution d'un film pour Dreamgirls partagé avec Hinton Battle, Jamie Foxx, Eddie Murphy, Jennifer Hudson, Beyoncé Knowles, Sharon Leal, Keith Robinson et Anika Noni Rose
- Critics Choice Awards 2007 : Meilleure distribution pour Dreamgirls partagé avec Hinton Battle, Jamie Foxx, Eddie Murphy, Jennifer Hudson, Beyoncé Knowles, Sharon Leal, Keith Robinson et Anika Noni Rose
- International Documentary Association 2009 :
  - Pare Lorentz Awards : en tant que producteur exécutif pour Soundtrack for a Revolution, partagé avec Bill Guttentag et Dan Sturman (réalisateurs, producteurs et scénaristes), Joslyn Barnes, Jim Czarnecki et Dylan Nelson (producteurs), Gina Harrell, Mark Downie et Marc Henry Johnson (producteurs exécutifs)
  - Music Documentary Awards : en tant que producteur exécutif pour Soundtrack for a Revolution partagé avec Bill Guttentag, Dan Sturman, Joslyn Barnes, Jim Czarnecki, Dylan Nelson, Gina Harrell, Mark Downie et Marc Henry Johnson
  - Video Source Awards : en tant que producteur exécutif pour Soundtrack for a Revolution partagé avec Bill Guttentag, Dan Sturman, Joslyn Barnes, Jim Czarnecki, Dylan Nelson, Gina Harrell, Mark Downie et Marc Henry Johnson
- Image Awards 2010 : Meilleur acteur dans un second rôle pour 2012
- Black Reel Awards 2013 : Meilleur acteur dans un second rôle pour Hannah's Law

## Voix francophones
En France, Richard Darbois est la voix française régulière de Danny Glover, depuis La Couleur pourpre. Cependant, depuis qu'il a diminué ses activités de doublage, il double moins l'acteur à la télévision et lors de films ayant une sortie directement en DVD, de ce fait, ce dernier est doublé par divers comédiens. Saïd Amadis, Frédéric Souterelle, Med Hondo et Thierry Desroses l'ont justement doublé respectivement à six reprises pour le premier, quatre pour les deux suivants et à trois occasions pour le dernier.
Au Québec, Guy Nadon est la voix québécoise la plus régulière de l'acteur. Il y a également Victor Désy qui l'a doublé à quatre reprises.